# Kawamori Shōji

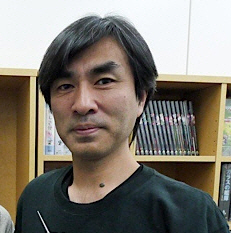
Shōji Kawamori trong studio của ông, tháng 5 năm 2011

Kawamori Shōji (河森 正治 Kawamori Shōji, sinh ngày 20 tháng 2 năm 1960)  là một nhà sản xuất phim hoạt hình Nhật Bản và nhà sản xuất, biên kịch, họa sĩ và nhà thiết kế mecha. Ông nổi tiếng với việc sáng tạo ra se-ri mecha Macross.

## Cuộc đời
Shoji Kawamori sinh ra ở Toyama, Nhật Bản vào năm 1960.Ông đã theo học trường đại học Keio vào cuối những thập niên 70 và trong cùng năm với nhà biên kịch tương lai của se-ri Macross Hiroshi Ōnogi và nhà thiết kế nhân vật Haruhiko Mikimoto. Ba người họ trở thành bạn bè và thành lập một câu lạc bộ hâm mộ phim Mobile Suit Gundam có tên là "Gunsight One", một tên nhóm sẽ sử dụng nhiều năm sau đó trong quá trình phát triển thế giới viễn tưởng của se-ri Macross.

## Công việc tạo và sản xuất Anime
Shoji Kawamori thỉnh thoảng sử dụng nghệ danh Eiji Kurokawa (黒 河 影 次 Kurokawa Eiji) trong sự nghiệp phim hoạt hình của mình khi ông bắt đầu làm thực tập sinh tại Studio Nue và làm họa sĩ trợ lý  và họa sĩ hoạt hình ở đó vào cuối những năm 70 và đầu thập niên 80. Sau đó, Kawamori đã tạo ra hoặc đồng sáng tạo các dự án làm cơ sở cho một số se-ri anime như The Super Dimension Fortress Macross, Vision of Escaflowne, Earth Maiden Arjuna, Genesis Aquarion, Macross 7. Các dự án của ông thường trú trọng nhiều các chủ đề về tình yêu, chiến tranh,tâm linh hay thần bí, và vấn đề sinh thái. Kawamori hiện là giám đốc điều hành tại studio hoạt hình Satelight.

## Thiết kế rô bốt Mecha
Shoji Kawamori cũng là một họa sĩ và một nhà thiết kế mecha - các dự án có thiết kế của ông bao gồm các bộ phim từ Crusher Joe năm 1983 của  đến Eureka Seven năm 2005. Ngoài ra, mỗi và tất cả các máy bay chiến đấu biến hình của sê-ri Macross chính thức đã được thiết kế bởi ông.
Năm 2001, anh mang tài năng thiết kế mecha của mình đến các dự án đời thực khi thiết kế một phiên bản của chú chó robot AIBO của Sony, ERS-220. Kawamori cũng đã giúp thiết kế đồ chơi khác nhau cho dòng đồ chơi Diaclone của hãng Takara vào đầu những năm 1980, nhiều thiết kế trong số đó sau đó được tích hợp với dòng đồ chơi Transformers của Hasbro.
Trong những năm đầu thập niên 80, Shoji Kawamori đã giúp tạo ra một số thiết kế đồ chơi Transformers: Generation 1 ban đầu. Trong số đó có thiết kế đồ chơi Optimus Prime ("Convoy") đầu tiên, Prowl, Bluestreak, Smokescreen, Ironhide và Ratchet. Hơn 20 năm sau, ông trở lại Transformers bằng cách thiết kế cả Hybrid Style Convoy và phiên bản Masterpiece của Starscream cho Takara.

## Tác phẩm

### Anime

#### Sê-ri Macross
- The Super Dimension Fortress Macross - Tác giả ý tưởng gốc, Giám sát sản xuất, Nhà thiết kế cơ khí
- Macross: Do You Remember Love? - Tác giả ý tưởng phim, Đạo diễn, Nhà thiết kế cơ khí, Giám sát kịch bản, Biên kịch
- The Super Dimension Fortress Macross: Flash Back 2012 - Đạo diễn điều hành, Biên soạn, Nhà thiết kế cơ khí
- Macross Plus - Tác giả, Đạo diễn điều hành, Biên kịch, Thiết kế cơ khí[3]
- Macross 7 - Tác giả, Giám sát, Biên kịch, Thiết kế cơ khí
- Macross Dynamite 7 - Tác giả, Giám sát kịch bản, Nhà thiết kế cơ khí, Nhiếp ảnh cho đoạn kết thúc
- Macross Zero - Tác giả, Đạo diễn, Biên kịch, Nhà thiết kế cơ khí
- Macross Frontier - Tác giả, Đạo diễn giám sát, Biên soạn, Nhà thiết kế cơ khí
- Macross FB 7: Ore no Uta o Kike! - Tác giả, Nhà thiết kế cơ khí
- Macross Delta - Tác giả, Đạo diễn chính,Biên kịch, Nhà thiết kế cơ khí mecha Valkyrie

Lưu ý: Macross II là dự án hoạt hình Macross duy nhất mà không có sự tham gia của Kawamori.

#### Anime khác
- Space Battleship Yamato series - Thiết kế cơ khí tàu vũ trụ (Không ghi danh)
- Future GPX Cyber Formula - Thiết kế máy móc
- Future GPX Cyber Formula SIN - Thiết kế máy móc
- The Vision of Escaflowne - Tác giả, Giám sát kịch bản
- Spring and Chaos - Đạo diễn, Kịch bản phim
- Earth Maiden Arjuna - Tác giả, Đạo diễn, Giám sát kịch bản
- The Family's Defensive Alliance - Tác giả, Series Planner
- Genesis of Aquarion - Tác giả, Đạo diễn, Giám sát kịch bản, Thiết kế mecha Aquarion
- Genesis of Aquarion (OVA) - Đạo diễn, Biên soạn, Tác giả
- Aquarion Evol - Tác giả, Đạo diễn, Giám sát kịch bản, Thiết kế mecha Aquarion
- Patlabor: The Movie - Thiết kế cơ khí (Được ghi nhận là Masaharu Kawamori)
- Patlabor 2: The Movie - Thiết kế cơ khí (Được ghi nhận là Masaharu Kawamori)
- WXIII: Patlabor the Movie 3 - Thiết kế cơ khí
- Eureka Seven - Thiết kế cơ khí chính
- Eureka Seven: AO - Thiết kế cơ khí mecha Nirvash
- Engage Planet Kiss Dum - Thiết kế cơ khí chính
- Kishin Taisen Gigantic Formula - Thiết kế cơ khí (Junova-VIII)
- Mobile Suit Gundam 0083: Stardust Memory - thiết kế mecha RX-78GP01 "Zephyranthes" và RX-78GP02A "Physalis" Gundams
- Ulysses 31 - Thiết kế cơ khí
- Dangaioh - Thiết kế cơ khí, key animation
- Ghost in the Shell - Thiết kế cơ khí
- Basquash! - Original Concept, Giám đốc dự án
- Outlaw Star - Designed the ship XGP15A-II
- Tōshō Daimos - Guest Thiết kế cơ khíer
- Gordian Warrior - Guest Thiết kế cơ khíer
- Golden Warrior Gold Lightan - Họa sĩ cơ khí khách
- Anyamaru Tantei Kiruminzuu - Tác giả
- AKB0048 - Tác giả, Đạo diễn, Thiết kế cơ khí
- Ani*Kuri15 - Đạo diễn (tập 4)
- Cowboy Bebop - Kịch bản (tập 18), Hợp tác tạo bối cảnh sân khấu
- Glass Fleet - Thiết kế cơ khí
- M3: Sono Kuroki Hagane - Thiết kế cơ khí
- Nobunaga the Fool - Tác giả
- Jūshinki Pandora - Tác giả
- Noein - Storyboard (tập 20)
- RahXephon - Storyboard (tập 9)
- Techno Police 21C - Hỗ trợ biên đạo hành động và Thiết kế cơ khí
- The Ultraman - Thiết kế cơ khí

### Manga
- The Vision of Escaflowne - Người viết (vẽ bởi Katsu Aki)

### Phim người đóng
- Gunhed - Thiết kế cơ khí

### Games
- Ace Combat Assault Horizon - Nhà thiết kế khách
- Armored Core - Thiết kế mecha
- Armored Core: Project Phantasma - Thiết kế mecha
- Armored Core: Master of Arena - Thiết kế mecha
- Armored Core 2 - Thiết kế ý tưởng mecha
- Armored Core 2: Another Age - Thiết kế ý tưởng mecha
- Armored Core 3 - Thiết kế ý tưởng mecha
- Silent Line: Armored Core - Guest Designer
- Armored Core: Nexus - Thiết kế ý tưởng mecha
- Armored Core: For Answer - Thiết kế ý tưởng mecha
- Eureka Seven vol. 1: The New Wave - Thiết kế cơ khí chính
- Eureka Seven vol. 2: The New Vision - Thiết kế cơ khí chính
- Omega Boost - Cố vấn thiết kế cơ khí, Giám sát, thiết kế trang phục/mecha, Đạo diễn đoạn phim mở đầu và kết thúc
- Tech Romancer - Thiết kế cơ khí, Original Concept
- Macross 30: The Voice that Connects the Galaxy - Giám sát, Thiết kế cơ khí, Đạo diễn hành động
- Daemon X Machina - Thiết kế mecha

### Tác phẩm khác
- Thunderbirds are Go!/Thunderbirds are Go (2015 CG/Miniature Hybrid TV Series) - Thiết kế robot International Rescue Covert Ops Craft Thunderbird S (Thunderbird Shadow) lái bởi Tanusha "Kayo" Kyrano

## Dẫn chứng
1. ↑  "Translation & Cultural Notes". The Super Dimension Fortress Macross Liner Notes. AnimEigo. ngày 21 tháng 12 năm 2001. Bản gốc lưu trữ ngày 30 tháng 12 năm 2008. Truy cập ngày 12 tháng 2 năm 2012. According to the liner notes of the AnimEigo DVD release of the Macross TV series Gunsight One was also the fanzine title of the Gundam fan club that creator Shoji Kawamori, character designer Haruhiko Mikimoto, and writer Hiroshi Oonogi (members number 1, 2, and 3 of said club) founded while they were students at Keio University in Japan...
2. ↑  Hara, Yoshiko (ngày 11 tháng 8 năm 2001). "Sony robot goes to pieces for owners". EE Times. Truy cập ngày 7 tháng 11 năm 2015.
3. ↑  "Shoji Kawamori: The Man, the Myth, the Mecha". Anime Jump. Bản gốc lưu trữ ngày 6 tháng 11 năm 2007.